# Liverpool City Region Combined Authority
Liverpool City Region kombinerede myndighed er et område med en folkevalgt amtsborgmester (Metro mayor eller Mayor of the Liverpool City Region). 
Selve myndigheden blev oprettet den 1. april 2014, men valget til den første borgmester (Metro mayor) fandt først sted den 4. maj 2017. 
Den kombinerede myndighed omfatter kommunerne: Halton, Knowsley, Liverpool, Sefton, St. Helens og Wirral, der alle ligger i de ceremonielle grevskaber Cheshire og Merseyside i regionen Nordvestengland.